# Lamar University
La Lamar University è un ateneo pubblico situato a Beaumont, in Texas; porta il nome di Mirabeau Lamar, secondo presidente della repubblica del Texas.

## Struttura
L'università è organizzata nei seguenti college:
- College of Engineering
- College of Education and Human Development
- College of Business
- College of Fine Arts and Communication
- College of Arts and Sciences
- College of Graduate Studies
- Reaud Honors College

## Sport
L'Università è affiliata alla Division 1 NCAA.